# 黃錦輝 (工程師)
黃錦輝，MH（1960年6月18日—），現任香港立法會議員（選舉委員會），第十四屆全國政協委員，香港童軍總會會務委員會聘任委員。同時是香港中文大學工程學院副院長（外務）兼系統工程與工程管理學系教授、創新科技中心主任、大學創業研究中心副主任及高可信軟件技術教育部重點實驗室（香港中文大學分實驗室）主任、特許工程師、國際計算語言學協會(ACL)院士。黃錦輝早年在香港成長。就讀小學時期與女歌手蘇姍為同班同學。他是哈尔滨工业大学（深圳）的特聘教授，亦曾任北京大学信息科學技術學院的客座教授和東北大學的兼職教授。他是華文界少數在中文信息处理方面的專家，透過從海量语料库去訓練電腦以神經網絡的方法學習中文信息處理；而且專長於數據庫方面的研究，因此曾任ACM亞洲語言資訊處理期刊（TALIP）和《國際計算語言學和中文處理期刊》的創刊編輯；並於多份國際刊物、會議及書籍中發表過超過二百六十份報告。

## 外部連結
- 黃錦輝的Facebook專頁
- 官方网站

| 香港立法會    | 香港立法會                             | 香港立法會 |
| ------------- | -------------------------------------- | ---------- |
| 前任： 麥美娟 | 立法會議員 選舉委員會 2022年12月19日－ | 現任       |